# بلدية كارال
بلدية كارال (بالإسبانية: Carral)‏، هي إحدى بلديات مقاطعة لا كرونيا إحدى مقاطعات إسبانيا، و التي تقع في منطقة جليقية شمال غرب إسبانيا.
يبلغ عدد سكانها 5.290 نسمة وفقاً لإحصائية سنة (2002).